# Kościół św. Anny w Lublińcu
Kościół św. Anny w Lublińcu – zabytkowy kościół filialny należący do Parafii św. Mikołaja w Lublińcu

## Historia i architektura
Kościół został zbudowany w roku 1653 z fundacji Andrzeja Cellariego, odbudowany lub odnowiony w 1754 roku, ostatnio w latach 1999–2001 z nieznacznym przeniesieniem. Świątynia orientowana, konstrukcji zrębowej, z trójbocznym zamknięciem od wschodu i prostokątną zakrystią konstrukcji zrębowej (dawniej konstrukcji szkieletowej). Dach gontowy z wieżyczką na sygnaturkę, sześcioboczną z latarnią. Wyposażenie barokowe.
Kościół leży na Szlaku Architektury Drewnianej województwa śląskiego.

## Galeria

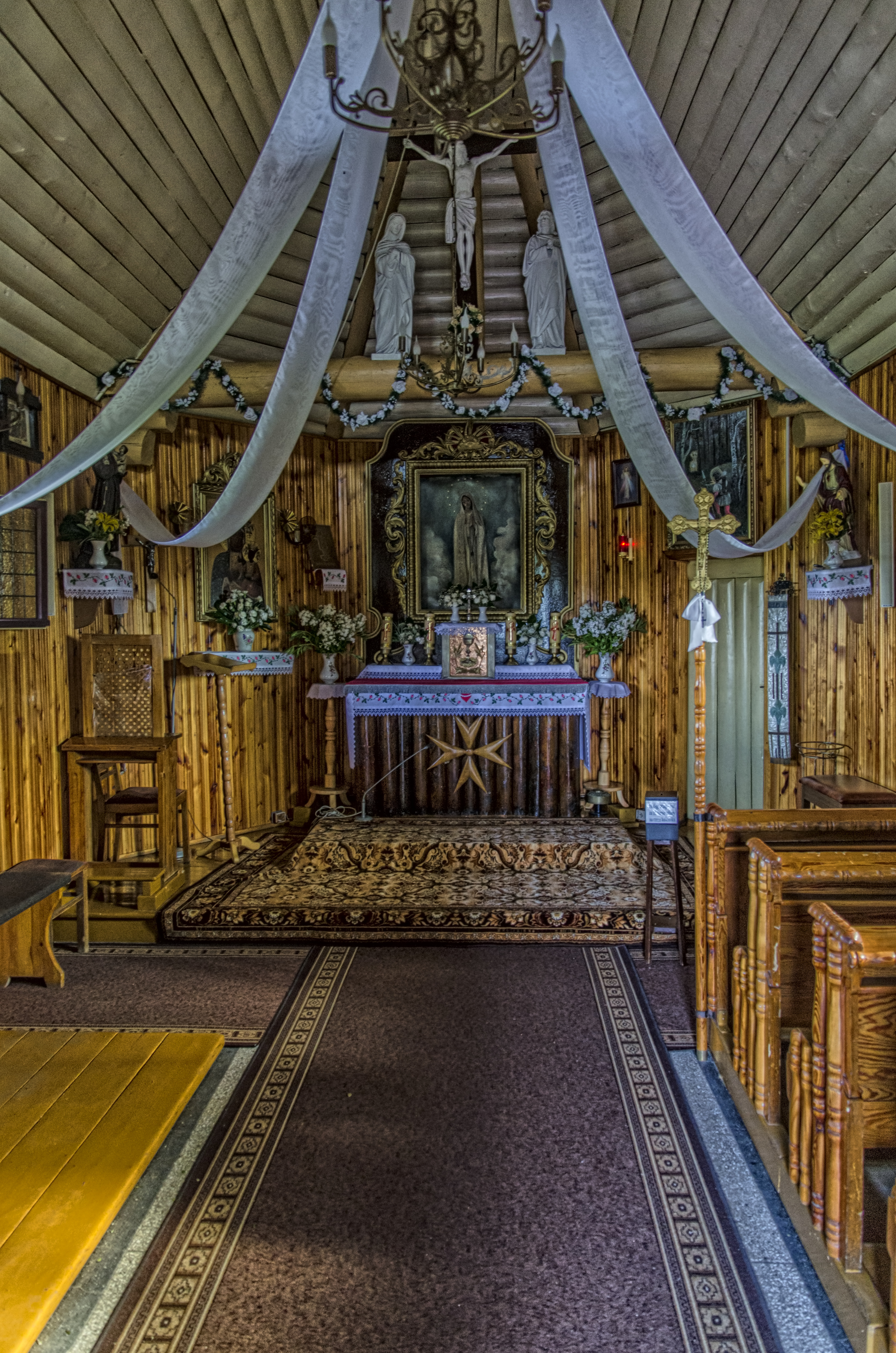
Wnętrze kościoła
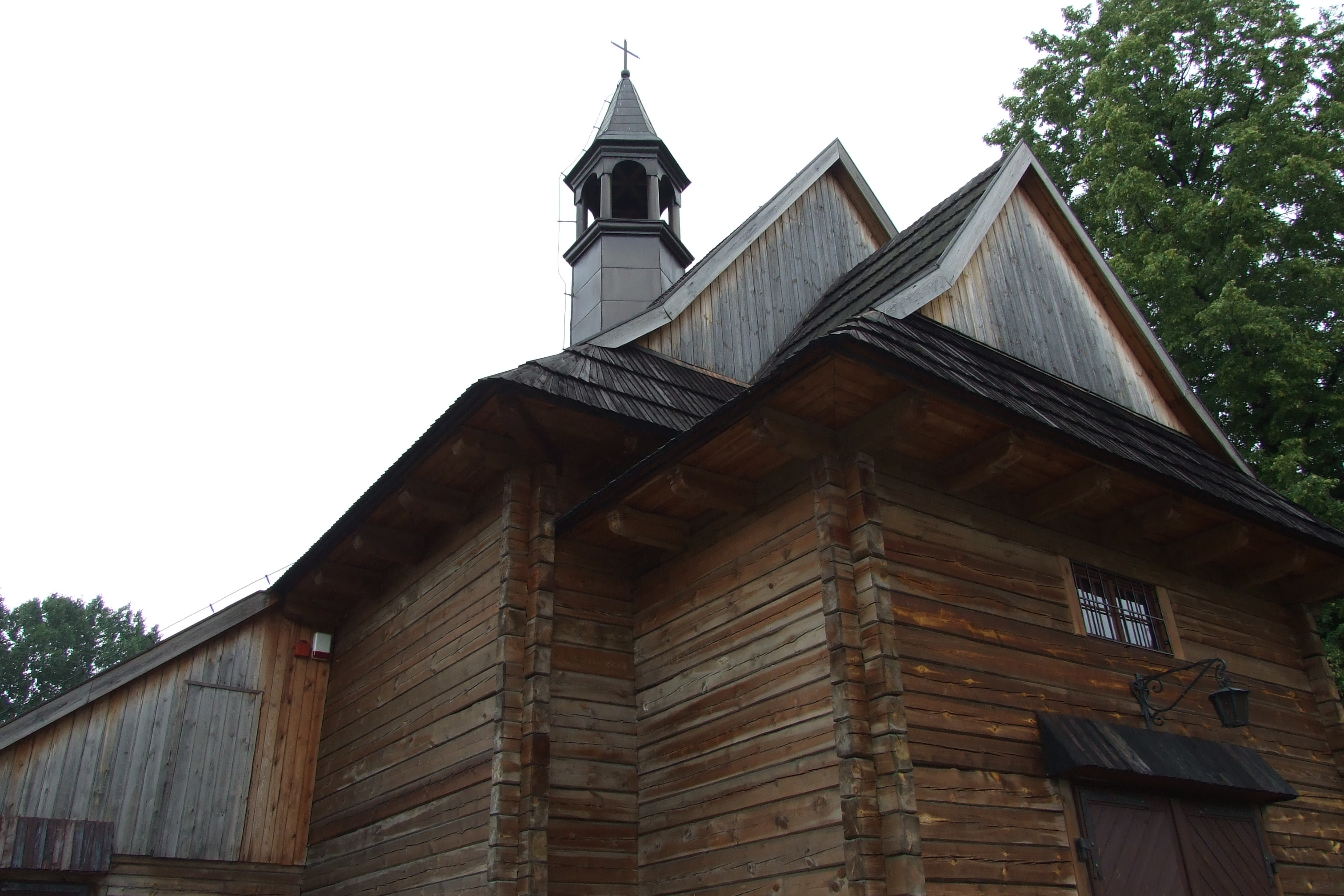
Fasada zachodnia
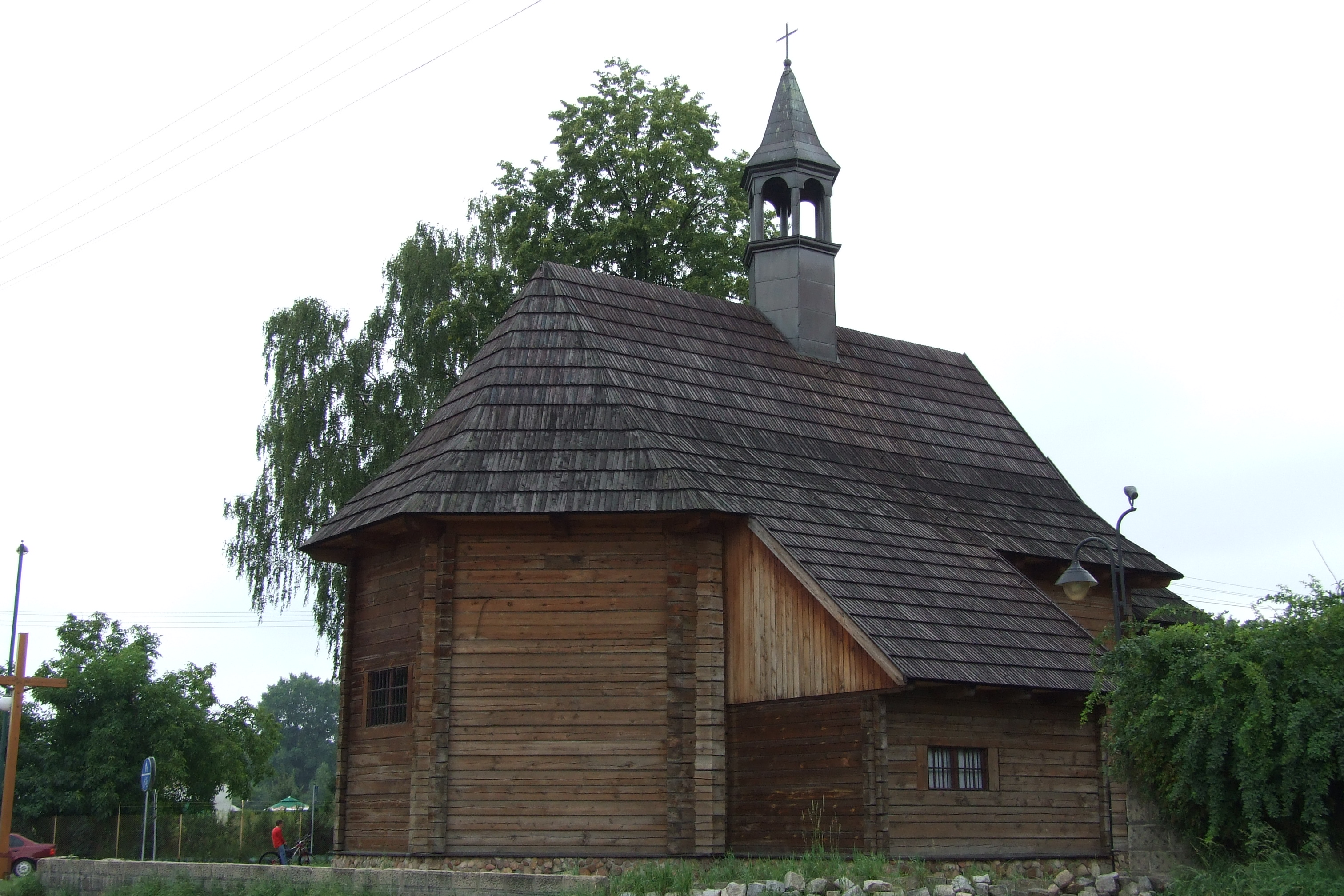
Widok z boku